# Mary Kay Ash
Mary Kay Ash, ursprungligen Mary Kathlyn Wagner, född 12 maj 1918 i Hot Wells, Harris County, Texas, död 22 november 2001, var en amerikansk affärskvinna och grundare av hudvårds- och kosmetikmärket Mary Kay.
2003 utsågs hon till den främsta kvinnliga entreprenören i USA:s historia i en studie utförd av Baylor University.

## Biografi
Mary Kay Ash var dotter till Edward Alexander Wagner och Lula Vember Hastings Wagner. Hennes mor var utbildad som sjuksköterska och blev senare chef för en restaurang i Houston. Ash studerade vid Dow Elementary School och Reagan High School i Houston där hon utexaminerades 1934.
Hon gifte sig när hon var 17 år gammal med Ben Rogers. När hennes man tjänstgjorde under andra världskriget var Ash dörrförsäljare genom att sälja böcker; paret skilde sig 1945. De fick tillsammans tre barn: Ben Jr., Marylin Reed och Richard Rogers. Ash sökte därefter arbete på Stanley Home Products för att försörja sig själv och sina barn. Hon blev chef Stanley Home Products i Houston, Texas fram till 1952, då hennes ledande position på företaget övertogs av en man som hon själv hade utbildat.
Hennes frustration av att ständigt få sämre förutsättningar än mindre meriterade män gjorde att hon började skriva böcker om sitt yrkesliv, med kvinnor som främsta målgrupp, vars syfte var att bli inspirerade att lyckas inom affärsbranschen i en mansdominerad värld. Hennes erfarenheter och material skulle visa sig i efterhand ligga till grund till hennes nya företag  Mary Kay Inc, som hon grundade 1963 tillsammans med sin yngsta son Richard Rogers, med investering från hennes äldsta son Ben Rogers, Jr. Företaget startade sin ursprungliga affärsverksamhet i Dallas.